# Slaapstoornis
Een slaapstoornis is een neurologische aandoening waardoor de slaappatronen van een persoon of een dier zijn ontregeld. Zowel een verstoring van de remslaap als van de non-remslaap, met name de diepe slaap (oftewel trage-golf-slaap), verminderen het geestelijke en emotionele welbevinden overdag. 

## Slaapstoornissen
- Bruxisme oftewel tandenknarsen.
- Delayed sleep phase syndrome (DSPS) ook wel uitgestelde slaapfasesyndroom of vertraagde slaapfasesyndroom: een stoornis van de biologische klok.
- Hypersomnie: overmatige slaperigheid overdag
- Jetlag
- Nachtmerries
- Narcolepsie: afwijking die gekenmerkt wordt door onweerstaanbare perioden van slaap.
- Parasomnie: praten tijdens de slaap, sleep talking of somniloqui
- Periodieke beenbewegingen (periodic limb movement disorder): regelmatige (om de 20 à 40 seconden) voet- of beenbewegingen tijdens de slaap
- Rustelozebenensyndroom (vaak samengaand met vorige): bij het slapengaan, of neerliggen, de drang om de benen te bewegen, vanwege tintelingen, of pijnlijk of branderig gevoel
- Slaapapneu: slaapstoornis waarbij de ademhaling onderbroken wordt tijdens de slaap
- Slaapverlamming: meestal een normale verlamming waarbij de spieren, behalve hart- en oogspieren, worden verlamd tijdens de slaap. Soms treedt slaapverlamming echter op wanneer men nog wakker is, meestal vlak voor of na het in slaap vallen.
- Slaapwandelen: handelen tijdens de slaap, terwijl men wakker lijkt. Het doen van handelingen die normaal met wakker zijn worden geassocieerd (lopen, eten, kleden), zonder bewuste kennis van die handeling
- Slaapziekte: wordt veroorzaakt door een parasiet die overgebracht wordt door de tseetseevlieg. De ziekte manifesteert zich pas nadat de parasiet zich in de hersenen heeft gevestigd.
- Slapeloosheid of insomnie: lang wakker liggen of te licht slapen
- Snurken: geluid tijdens het slapen dat ontstaat door trillende, zachte delen van neusholte, mond en keel. Luide, vaste ademhalingspatronen. Soms bijkomstig bij slaapapneu.

## Reportageserie
De Britse televisiezender BBC One zond in 2007 de rapportageserie 'Sleep Clinic' uit. Hierin werden verschillende soorten slaapstoornissen onder de loep genomen en werden patiënten - waar mogelijk - behandeld. Dankzij nachtcamera's in de slaapkliniek van het Papworth Hospital te Cambridge kreeg de TV kijker wat meer inzicht in de wereld der slapelozen.

## Oorzaken
Slaapstoornissen kunnen allerlei oorzaken hebben, zoals inname van geneesmiddelen of psychofarmaca, alcoholgebruik, roken, een katheter, levensomstandigheden, stress of aanleg.  Ook zijn er aanwijzingen dat chronische slapeloosheid een gevolg kan zijn van een toestand van overactiviteit of arousal van de hersenen.